# Праздники детства
«Праздники детства» — советский фильм 1981 года режиссёров Юрия Григорьева и Рениты Григорьевой по мотивам рассказов Василия Шукшина.

## Сюжет
По мотивам автобиографических рассказов Василия Шукшина «Из детских лет Ивана Попова», «Дядя Ермолай», «Рыжий», «Далекие зимние вечера».
О детстве мальчика Вани Попова из далекого алтайского села, о его сестре и матери, об их жизни в годы Великой Отечественной войны.
Фактически фильм-биография — до 16 лет Василий Шукшин носил фамилию матери Марии Сергеевны Поповой.

Сюжет картины прост — никаких ухищрений. Здесь главное — атмосфера кадра, интонация рассказа: неторопливая, вдумчивая и доверительная. Это и дань памяти народной о нелёгких годах. Это и дань правде о людях России. «Праздники детства» — лента негромкая. Нет в ней и намека на внешние эффекты. Но в кажущейся ее простоте мощная духовная сила.

Первейшее же достоинство «Праздников детства» — достоверность. Именно на нее сделали упор создатели фильма. Поэтому съемки этого фильма велись непосредственно на месте действия в Сростках. Недаром многие кадры воспринимаются как документальные.— кинокритик Алексей Ерохин, журнал «Огонёк», 1983

## В ролях
- Людмила Зайцева — Мария Сергеевна Попова
- Сергей Амосов — Ванька Попов
- Оксана Захарова — Наташка
- Геннадий Воронин — Павел
- Алексей Ванин — Иван Алексеич, председатель
- Николай Михеев — дед
- Светлана Скрипкина — Клавдия
- Василий Бровкин — Рыжий
- Надежда Ядыкина — учительница
- Юрий Усачев — уполномоченный
- Раиса Требух — крестьянка
- Сергей Зиновьев — красноармеец
- Михаил Зубков — гармонист
- Геннадий Заволокин — гармонист
- Александр Заволокин — гармонист

## Съёмки и актёры
Фильм снимался в селе Сростки Бийского района Алтайского края — родном селе Василия Шукшина, среди исполнителей ролей мало профессиональных актёров:

Заняты в фильме в основном не профессиональные актеры, а местные жители. Они, можно сказать, изображали самих себя. Григорьевы были последовательны до конца: чтобы не утерять обаяния местного неподдельного говора, они привезли на озвучивание всех своих «неактёров» в Москву. Конечно, совсем без профессиональных актеров обойтись нельзя, и задача их органично вписаться в стилистику фильма была непроста. Но это в полной мере удалось и опытной Людмиле Зайцевой (она играет мать), и исполнителю роли отца, дебютанту Геннадию Воронину. Главная же удача, наверное, — Сережа Амосов в роли Ваньки.— кинокритик Алексей Ерохин, журнал «Огонёк», 1983
Ребёнок-актёр Сергей Амосов — исполнитель главной роли Ваньки Попова — был найден актёром Геннадием Ворониным, тогда актёром Бийского театра, в местном детском доме. В дальнейшем Сергей Амосов — крестьянин, работает на ферме, живёт в селе Тюменцево. Спустя тридцать лет в 2009 году исполнил роль друга главного героя в фильме по Шукшину «Верую!».
Среди исполнителей ролей в эпизодах — жители села и родственники Василия Шукшина, например:
- учительница — Ядыкина (Куксина) Надежда Алексеевна — троюродная сестра Василия Шукшина, действительно учительница школы села Сростки.
- крестьянка — Требух Раиса Ивановна — хозяйка дома, в котором жила киногруппа фильма «Праздники детства» в селе Сростки.
- красноармеец — Зиновьев Сергей Александрович — племянник Василия Шукшина.

## Награды
- Государственная премия СССР (1983) — за произведения литературы и искусства для детей: режиссёрам и сценаристам, оператору, художнику, композитору, а также актрисе Л. Зайцевой.[1]
- XV Всесоюзный кинофестиваль (1982) — по разделу фильмов для детей и юношества — Первая премия и диплом творческому коллективу ленты.